# Hyperechia bomboides
Hyperechia bomboides är en tvåvingeart som först beskrevs av Friedrich Hermann Loew 1851.  Hyperechia bomboides ingår i släktet Hyperechia och familjen rovflugor.
Artens utbredningsområde är Senegal. Inga underarter finns listade i Catalogue of Life.